# Nico Rabenald
Nico Rabenald (* 18. Januar 1969 in Braunschweig) ist ein deutscher Musiktheaterregisseur, Autor und Übersetzer.

## Leben
Rabenald studierte Musiktheaterregie an der Hochschule für Musik und Theater in Hamburg. Mittlerweile inszenierte er an die 40 Operetten und Musicals, Schauspiele und Kabarett-Abende – so z. B. 2003 Kálmáns Herzogin von Chicago an der Staatsoperette Dresden sowie diverse Musicals, wie 1995 A Chorus Line in Hamburg, in den Jahren 1996, 1997 und 1998 Hair, The Rocky Horror Show und La Cage Aux Folles für die Freilichtspiele Tecklenburg, 1998 Into the Woods in Essen, 2000 Anything Goes in Würzburg sowie Cabaret in Bielefeld, 2001 West Side Story in Oldenburg und 2002 in Bielefeld, 2002 My Fair Lady in Braunschweig sowie 2003 Kiss Me, Kate in Hagen. Nach seiner erfolgreichen Inszenierung von Kálmáns Gräfin Mariza in der Spielzeit 2004/2005 am theater magdeburg setzte er hier Wiener Blut, Die Perlenfischer, Schön ist die Welt und Die Csárdásfürstin in Szene. In der Spielzeit 2007/2008 inszeniert er für das Theater Freiberg Rossinis Oper Der Barbier von Sevilla und für das Theater Magdeburg Leo Falls Operette Madame Pompadour und – zum ersten Mal an einem Repertoire-Theater in Deutschland – »Titanic – Das Musical«.
Außerdem ist Rabenald als Autor tätig und schrieb bisher zwei Soloprogramme sowie das Theaterstück Muxmäuschenstill nach dem Drehbuch von Jan Henrik Stahlberg. Er übersetzte diverse Musicaltexte, darunter Hair, The Rocky Horror Show, West Side Story, The Fantasticks und Lucky Duck.

## Inszenierungen (Auswahl)
- The Fantasticks (Schmidth/Jones) – Winterhuder Fährhaus, Hamburg (1991)
- A Little Night Music / Das Lächeln einer Sommernacht (Sondheim) – Junges Forum Musiktheater, Hamburg (1992)
- Flora – die rote Gefahr (Kander/Ebb) – Steigenberger und Schmidt, Hamburg (1994/95)
- Wie wär's mit Liebe? (Birkenhead/Marren) – Imperialtheater, Hamburg (1995/96)
- A Chorus Line (Hamlisch/Kleban) – Kampnagelfabrik, Hamburg (1995)
- Blind Date (Menken/Schwartz/u. a.) – Imperialtheater, Hamburg (1996)
- Hair (MacDermot/Rado/Ragni) – Freilichtspiele Tecklenburg (1996)
- Alles Quatsch! – Ein Abend mit Marlene Dietrich (Rabenald) – Schmidt-Theater, Hamburg  (1997)
- The Rocky Horror Show (o’Brien) – Freilichtspiele Tecklenburg (1997)
- La Cage Aux Folles (Herrman) – Landestheater Coburg (1998), Freilichtspiele Tecklenburg (1998/99)
- Into the Woods (Sondheim) – Essen (1998)
- Anatevka (Bock/Harnick) – Freilichtspiele Tecklenburg (1999)
- Sugar (Styne) – Landesbühne Hannover (1999)
- Anything Goes (Porter) – Stadttheater Würzburg (2000)
- Cabaret (Kander/Ebb) – Theater Bielefeld (2000)
- West Side Story (Bernstein/Sondheim) – Staatstheater Oldenburg (2001), Stadttheater Bielefeld (2002)
- Shockheaded Peter (Jacques/Crouch/McDermott) – Staatstheater Oldenburg (2002)
- My Fair Kady (Lerner/Loewe) – Staatstheater Braunschweig (2002), Oper Magdeburg (2009)
- Kiss Me, Kate (Porter/Spewack) – Stadttheater Hagen (2003)
- And the world goes 'round (Kander/Ebb) – Deutsche Erstaufführung – Stadttheater Bielefeld  (2003)
- Die Herzogin von Chicago (Emmerich Kálmán) – Staatsoperette Dresden (2003)
- Gräfin Mariza (Emmerich Kálmán) – Oper Magdeburg (2004)
- Witwendramen (Fitzgerald Kusz) – Theater Nordhausen (2005)
- Wiener Blut (Johann Strauß) – Oper Magdeburg (2005)
- Die Perlenfischer (Georges Bizet) – Oper Magdeburg (2006)
- Schön ist die Welt (Franz Lehár) – Oper Magdeburg (2006)
- Eine Nacht in Venedig (Johann Strauß) – Mittelsächsisches Theater Freiberg und Döbeln (2006)
- Die Csárdásfürstin (Emmerich Kálmán) – Oper Magdeburg (2007)
- Madame Pompadour (Leo Fall) – Oper Magdeburg (2007)
- Der Barbier von Sevilla (Gioacchino Rossini) – Mittelsächsisches Theater Freiberg und Döbeln (2008)
- Titanic – Das Musical (Peter Stone/Maury Yeston) – Oper Magdeburg (2008)
- Ritter Blaubart (Jacques Offenbach) – Mittelsächsisches Theater Freiberg und Döbeln (2008)
- Der Liebestrank (Gaetano Donizetti) – Staatstheater am Gärtnerplatz, München (2009)
- Gasparone (Carl Millöcker) – Theater und Orchester GmbH Neubrandenburg/Neustrelitz (2010)
- Carmen – ein deutsches Musical (Kuckart/Schmidtke) – Bad Hersfelder Festspiele (2010)
- La Cenerentola (Gioacchino Rossini) – Winteroper 2010 – Schlosstheater Potsdam Sanssouci (2010)
- My Fair Lady (Lerner/Loewe) – Hans Otto Theater Potsdam (2011)
- Tell – Das Musical (Schubring/Adenberg/Schreeb/Havu) – Walensee-Bühne (2012)
- Thrill Me (Stephen Dolginoff) – KatiElli Theater Datteln (2012) DEA
- Der Bettelstudent (Millöcker/Zell/Genée) – Oper Magdeburg (2014)
- Anything Goes (Porter/Bolton/Wodehouse) – Stadttheater Bremerhaven (2015)
- The Last Five Years (Brown) – Theater Erfurt (2019)

## Autor
- „Alles Quatsch! – Ein Abend mit Marlene Dietrich“ – (Verlag: Whalesongs, Hamburg)
- „Herzschmerz“ – Soloprogramm mit Annette Mayer
- „Muxmäuschenstill“ – Schauspiel nach dem Drehbuch von Jan Henrik Stahlberg – (Verlag: Whalesongs, Hamburg)

## Übersetzungen
- What about Luv? / Wie wär’s mit Liebe? (Marren/Birkenhead) – Verlag: Musik und Bühne, Wiesbaden, zusammen mit Frank Thannhäuser
- Pippin (Musical) (Schwartz) – zusammen mit Frank Thannhäuser
- She loves me / Sie liebt mich (Bock/Harnick) – Verlag: Musik und Bühne, Wiesbaden, zusammen mit Frank Thannhäuser
- Damn Yankees (Musical) (Adler/Ross) – Verlag: Musik und Bühne, Wiesbaden, zusammen mit Frank Thannhäuser
- Hair (Rado/Ragni) – Verlag: Felix Bloch Erben
- The Rocky Horror Show (o’Brien)
- West Side Story (Bernstein/Sondheim) – Verlag: Musik und Bühne, Wiesbaden, zusammen mit Frank Thannhäuser
- The Fantasticks (Jones/Schmidt) – Verlag: Musik und Bühne, Wiesbaden
- The Thing about Men / Männer (Roberts/DiPietro) – Verlag: Musik und Bühne, Wiesbaden
- Chaplin (Meehan/Curtis) – Verlag: Gallissas
- Cougar the musical (Moore) – Verlag: Gallissas
- First Date (Winsberg/Zachary/Weiner) – Verlag: Gallissas
- You've Got Hate Mail (Van Zandt/Milmore) – Verlag: Gallissas
- The Wind in the Willows (Stiles/Drewe/Fellowes) – Verlag: Gallissas
- Before / After (Price/Knapman) – Verlag: Gallissas
- Ein verrücktes Paar / Grumpy Old Men (Berg/Remmes/Meglin) – Verlag: Gallissas
- Blossom Time / Blütenzeit (Romberg/Donelly) – Verlag: Felix Bloch Erben
- Return Of The Soldier (Miller/Sanders) – Verlag: Gallissas
- Lucky Duck (Krieger/Russel/Hatcher) – Verlag: Gallissas
- Love Story (Goodall/Clark) – Verlag: Gallissas
- On The 20th Century (Coleman)/(Comden/Green) – Verlag: Felix Bloch Erben
- Big Fish (Lippa/August) – Verlag: Gallissas
- Sex Tips For Straight Women From A Gay Man (Matt Murphy) – Verlag: Gallissas
- The Prom (Sklar/Beguelin/Martin) – Verlag: Gallissas